# John Hawkins
John Hawkins (Plymouth, 1532-Puerto Rico, 12 de noviembre de 1595) fue un navegante, mercader, corsario y comerciante de esclavos inglés. En las islas Canarias se le conocía como Juan Aquines debido a la castellanización del nombre.

## Biografía
Fue el segundo hijo bastardo de William Hawkins (1490-1554/5), un comerciante de esclavos cercano a  Enrique VIII de Inglaterra, y de la heredera Joan Trelawny.
Con los principales ciudadanos de Londres, en 1555 Hawkins formó una compañía que realizó su primera expedición a la costa occidental de África y se dedicó al comercio de esclavos africanos. Con una patente de corso de la reina Isabel I de Inglaterra realizó la segunda expedición en 1564 a bordo del Jesus of Lubeck, junto con otros tres navíos, con el propósito de vender esclavos africanos en Borburata en la costa de Venezuela, Curazao, Río Hacha y Cartagena de Indias. Al regresar a Inglaterra, gracias a los sustanciosos dividendos repartidos, fue honrado por la reina Isabel I con el título de caballero.
A primeros de diciembre de 1567 organizó una tercera expedición a la costa occidental de África en la que participó su primo segundo Francis Drake, que por ese entonces tenía 25 años. La flotilla pasó por Cabo Verde, Guinea y San Jorge de Elmina, donde capturaron 400 personas de raza negra; cruzaron el Atlántico llegando a Dominica, isla de Margarita y Borburata, donde vendieron a estos hombres como esclavos.
Con la intención de dirigirse hacia Cartagena de Indias, una tormenta los desvió a Veracruz, en el golfo de México. Allí, fueron atacados por sorpresa por los españoles en la batalla de San Juan de Ulúa. En el encuentro, los ingleses solo lograron rescatar dos barcos, que llegarían a Inglaterra a finales de enero de 1569, tras un penoso viaje de regreso por falta de víveres. Hawkins y Drake no sacaron beneficios  de ese viaje, pero sí desarrollaron hacia los españoles una animadversión tal, que esta marcaría las relaciones bilaterales durante varias décadas.
Tras la expedición, capturaron a un escualo, y a su vuelta lo exhibieron en Londres. Por eso, el vocablo inglés shark parece haber sido introducido por Hawkins. Shark deriva de la palabra germana shurck o shurke, que se refería al villano o individuo poco recomendable, para enfatizar el peligro de algún objeto o situación.
En 1571 Hawkins fingió traicionar a la reina Isabel I ofreciendo sus servicios a España, con el fin de obtener la liberación de prisioneros y descubrir los planes para la invasión de España a Inglaterra.

## Últimos años y muerte
Finalmente, en 1595 durante la guerra anglo-española Hawkins se embarcó, junto a Francis Drake, en una expedición contra los asentamientos españoles en el Caribe, con el objetivo de tomar Panamá y desde allí arrebatar a España el control de las rutas comerciales entre Europa y América. La expedición resultó desastrosa para los ingleses, siendo derrotados en sucesivas ocasiones por fuerzas españolas muy inferiores y perdiendo la vida tanto Hawkins como Drake. Hawkins murió el 12 de noviembre de 1595, y Drake murió dos meses más tarde, el 28 de enero de 1596.

## Descendencia
John Hawkins contrajo matrimonio con Katharine Gonson, de la que tuvo un hijo único.
- Almirante Sir Richard Hawkins (1562-17 de abril de 1622) navegante y corsario inglés que siguió los pasos de su padre, azotando las colonias españolas en las costas del océano Pacífico.